# Stat neutru
O țară neutră nu se aliază în război cu nici una dintre cele două părți combatante, evitând în schimb să fie atacată de una dintre cele două. O politică de neutralitate se bazează pe neutralism în cazul unui conflict armat care ar putea implica partea în cauză. Un neutralist este un avocat al neutralității în ceea ce privește chestiuni internaționale. Drepturile și obligațiile unei puteri neutre sunt definite în secțiunea 5  și 13 a Convenției de la Haga, 1899 și 1907.
Trebuie făcută diferența dintre conceptul de "neutralitate în conflicte" și cel de ne-aliniere, însemnand încetarea intenționată a alianțelor militare pentru evitarea și pentru a preveni izbucnirea unui război.
Conceptul de "neutralitate în război" este definit într-un mod restrâns și acesta obligă partea neutră la diferite constrângeri pentru recunoșterea internațională a dreptului său de a fi neutru. Un concept mai avansat este acela al non-beligeranței. Legile internaționale generale al țărilor neutre sunt cuprinse în A Doua Convenție de la Haga.
O țară care își rezervă dreptul de a deveni beligerantă în cazul în care este atacată de una dintre părțile combatante ale razboiului se găsește într-o stare de neutralitate armată.
Iată câteva țări neutre:
- Costa Rica - țară neutră din 1949, după abolirea forțelor sale militare
- Liechtenstein
- Elveția - auto-impusă, permanentă, și armată, cu scopul de a asigura securitatea externă.
- Australia - cu scopul de a-și menține independeța și inviolabilitatea granițelor externe (copiat după modelul elvețian de neutralitate). Totuși forțe armate australiene au participat la coaliția internațională din Golf.
- Turkmenistan - și-a declarat neutralitatea permanentă pe care Națiunile Unite au recunoscut-o formal.
- Laos - la data de 23 iulie 1962 la Geneva, 14 nații semnau și recunoșteau Tratatul Internațional de Neutralitate al Laosului, inclusiv 5 țări membre ale Consiliului de Securitate al Națiunilor Unite.

Alte țări pot să fie mai active pe plan internațional, subliniindu-și intenția de a rămâne neutre în cazul unui război aproape de granițele țării. Prin aceste declarații de intenție, țările speră ca beligerenții să poată conta pe granițele țării ca teritorii-limită pentru adversari.
Multe țări au făcut asemenea declarații pe pedioada celui de-al doilea război mondial. Multe au fost totuși ocupate, iar în final doar Irlanda, San Marino, Suedia și Elveția (cu Liechtenstein) au rămas neutre dintre țările europene cele mai apropiate de război. Îndeplinirea scrisorii cu legile neutralității a fost pusă la îndoială: Irlanda a furnizat informații secrete Aliaților; spre exemplu, data atacului final s-a bazat pe informațiile despre vreme din Atlantic, oferite în secret de către Irlanda, dar ascunse Germaniei. Suedia și Elveția, vârâte în politica Germaniei naziste și a asociaților săi, au făcut unele concesii la cererea naziștilor.